# Nova Venécia
Nova Venécia est une ville brésilienne de l'État de l'Espírito Santo. Elle se situe à une altitude de 65 mètres.
Sa population est estimée en 2004 à 44 814 habitants. La population est d'origine (principalement) italienne, allemande et africaine, néanmoins sa grande influence est de descendants italiens. À partir de là a été donné le nom de « Nouveau Venécia », ou « Nouvelle Venise ». Normalement l'anniversaire de la ville se célèbre le mois d'avril, avec beaucoup de fête et de nourriture typique du Saint-Esprit et de la Bahia.
Nova Venécia a une superficie de 143,048 km2.
Nouveau Venécia possède une grande richesse dans ses gîtes de Granit de diverses couleurs.
Certaines d'entre elles ne se trouvent seulement que dans cette ville.
Aussi elle est baignée par le Rio Cricaré, qui suit quelques kilomètres en avant et finit dans la mer.

## Maires
| Période | Période | Identité       | Étiquette | Qualité |
| ------- | ------- | -------------- | --------- | ------- |
| 2009    | 2012    | Wilson Japonês | PP        |         |